# Légion sacrée
La légion sacrée était un corps d'élite de l'armée de Carthage, similaire au bataillon sacré de Thèbes, qui habituellement ne combattait pas hors du territoire africain. Il se situait au centre de la formation de l'armée, immédiatement derrière des éléphants et protégé sur les ailes par les auxiliaires mercenaires et la cavalerie. Il était constitué par des fils de nobles de Carthage et ceux-ci possédaient une grande préparation pour le combat. Étant donné la condition sociale de ses membres, ils disposaient du meilleur équipement possible.

## Formation, équipement et art du combat
Formés dès leur plus jeune âge pour être des lanciers dans la phalange, ces jeunes hommes sont issus des plus riches familles de Carthage, et en tant que tels ont un équipement très bon. Ils sont formés dès la naissance à être de grands guerriers et ils sont en mesure de se permettre une armure de haute qualité et des armes excellentes. Ils se battent comme une phalange traditionnelle organisée dans le style spartiate. Ils forment une sorte de mur imperméable par devant et sont extrêmement difficiles à attaquer sur les flancs en raison du fait qu'ils sont aussi à l'aise avec leurs épées qu'avec leurs lances. Même la plus lourde cavalerie n'est pas de taille pour la légion sacrée tant qu'ils présentent leurs lances dans la direction de leur agresseur. Seule une manœuvre d'accompagnement par la cavalerie lourde ou l'infanterie lourde a une chance de les casser dans une mêlée. Ils sont aussi compétents avec leurs épées, ainsi, ils sont souvent en mesure de fournir une infanterie d'assaut d'élite en cas de besoin. Même s'ils sont vraiment très lourdement armés pour ce rôle, ils peuvent exceller en tant qu'infanterie de choc en cas de besoin.
La légion sacrée était un groupe de soldats qui ont été dédiés au dieu Baal (le père des dieux phéniciens). Selon la majorité des auteurs classiques, les membres combattaient à pied et exerçaient les fonctions de garde personnelle du général ou commandant carthaginois de l'armée. Ils étaient tous membres de la noblesse, et ont été appelés à combattre dans les guerres de leur pays comme une unité d'élite qui formaient l'aile droite de la phalange. Ils ont tous été abattus en Sicile par les armées de Syracuse au Ve siècle av. J.-C.

## Historique
Cette force choisie comptait 2 500 hommes (ce qui semble être sa composition habituelle). À la bataille de Crimisos, en 341 av. J.-C., quand l'armée carthaginoise fut vaincue par celle de Timoléon, qui commandait l'armée de Syracuse, le bataillon sacré fut anéanti.
Dans la Vie de Timoléon, Plutarque décrit ainsi l'armée carthaginoise qui s'approchait de la rivière Crimisos :
« On découvrit alors le Crimèse, et l’on vit les ennemis sur le point de le passer. En tête, venaient leurs quadriges, formidablement équipés pour le combat, et, derrière, dix mille fantassins à écus blancs. On devinait que c’étaient des Carthaginois à l’éclat de leur équipement, à la lenteur et à l’ordre de leur marche. Après eux, les soldats d’autre provenance affluaient, opérant le passage en tumulte et en désordre.»
Lors de cette bataille, Plutarque chiffre les pertes de l'armée carthaginoise (mercenaires compris) à 10 000 hommes, dont 3 000 étaient carthaginois:
« [...] sur dix mille ennemis morts, il y eut trois mille Carthaginois, grande perte pour leur cité. Car ni pour la naissance, ni pour la richesse, ni pour la réputation, ceux-là n’avaient leurs supérieurs ; et l’on ne rapporte pas que jamais les Carthaginois proprement dits aient eu autant de morts dans un seul combat ; car, la plupart du temps, c’étaient des Libyens, des Ibères et des Numides qu’ils employaient pour la bataille. Ainsi les étrangers faisaient les frais de leurs défaites.»
Dans la même bataille, Diodore de Sicile chiffre les pertes de la légion sacrée à 2 500, et les pertes totales de l'armée carthaginoise à 10 000 morts et 15 000 prisonniers, en majorité des mercenaires.
Des documents parlent d'une unité d'élite qui a combattu sur l'aile droite de la Phalange de long après leur disparition à la bataille de Crimisos. Si l'on s'en tient à cette hypothèse, la légion sacrée aurait participé à la malheureuse bataille de Tunis contre Agathocle de Syracuse en 310 av. J.-C., ses effectifs augmentèrent jusqu'à 12 000 hommes. C'est aussi le chiffre qui apparaît à la bataille de Bagradas en 255 av. J.-C., et ce chiffre de soldats recrutés est aussi similaire pour s'opposer au soulèvement des Mercenaires en 240 av. J.-C..